# Övre Lastatjärnen
Övre Lastatjärnen är en sjö i Härjedalens kommun i Hälsingland och ingår i Ljusnans huvudavrinningsområde.